# Petr Puha
Petr Puha (* 23. Mai 1975 in Prag) ist ein tschechischer Schauspieler.

## Leben
Petr Puha wuchs in Prag auf. Dort absolvierte er bis Mitte der 1990er-Jahre auch seine professionelle Schauspielausbildung  und lebt bis heute dort.
Seit dem Jahr 2004 wirkte Petr Puha als Schauspieler in bislang mehr als 20 Film- und Fernsehproduktionen mit, darunter auch in dem Fantasyfilm Saxana und die Reise ins Märchenland. Puha ist als Bühnendarsteller zudem seit einigen Jahren an verschiedenen Theatern tätig.

## Filmografie (Auswahl)
- 2007: Operace Silver A
- 2008: Resolution 819
- 2011: Saxana und die Reise ins Märchenland
- 2013: Die drei Musketiere – Kampf um Frankreichs Krone